# Ярославский государственный университет (1918—1924)

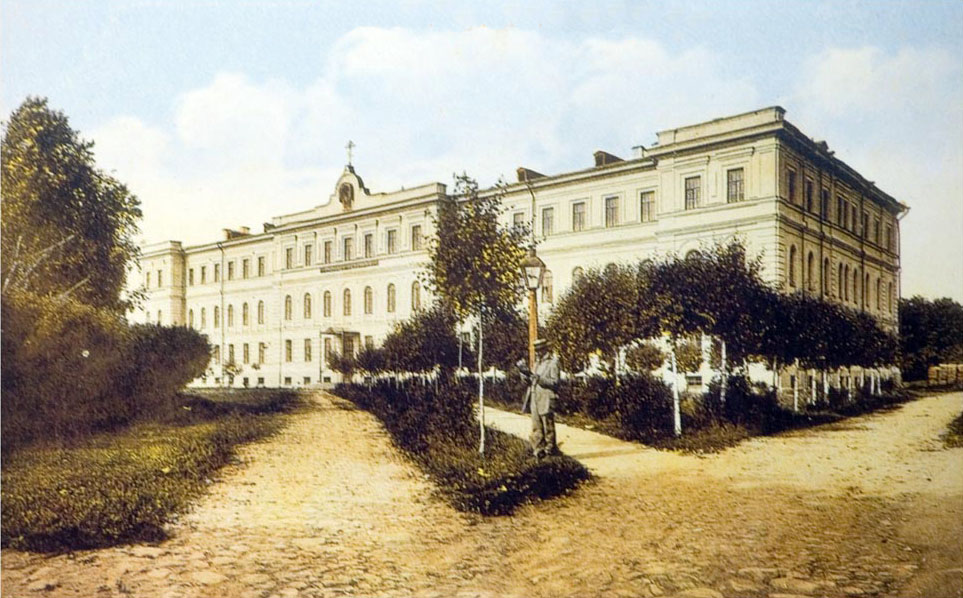
Здание духовной семинарии и здание женской гимназии П. Д. Антиповой, в которых располагался Ярославский университет. Дореволюционные открытки.

Ярославский государственный университет — университет в российском городе Ярославле в 1918—1924 годах.
Учреждён (вместе с университетами в Костроме, Смоленске, Астрахани, Тамбове и Самаре) подписанным В. И. Лениным декретом СНК РСФСР от 21 января 1919 года путём преобразования существовавшего под разными названиями с 1803 года Демидовского юридического лицея. Днём основания университета было предписано считать 7 ноября 1918 года — первую годовщину Октябрьской революции. Занятия начались осенью 1918 года.
Университет размещался в зданиях бывшего духовного Ионафановского училища (улица Республиканская) и бывшей духовной семинарии (Которосльная набережная). Оба здания пострадали во время подавления Ярославского восстания в июле 1918 года и были отремонтированы. Осенью 1919 года они были отданы под лазареты, университет временно расположился в здании бывшей женской гимназии П. Д. Антиповой. К осени 1920 года здания училища и семинарии были возвращены вузу.
Структура вуза постоянно менялась. Первоначально в составе университета был всего один факультет — общественных и исторических наук, состоявший из 4-х отделений: юридического, экономического, исторического и кооперативного. Весной 1919 года он был переименован в факультет общественных наук с 3 отделениями: экономическим, юридико-политическим и историческим; кооперативное отделение слилось с экономическим. В конце 1920/1921 учебного года историческое отделение было преобразовано в общественно-педагогическое, а юридико-политическое — в правовое. В феврале 1922 года в состав университета вошло ярославское отделение Московского археологического института, работавшее с 1912 года. Осенью 1922 года факультет общественных наук был закрыт, лишь его правовое отделение оставлено для ускоренного выпуска студентов до 1 июля 1923 года (тем самым окончательно прервалась ярославская высшая юридическая школа), а общественно-педагогическое отделение объединено с Ярославским педагогическим институтом в педагогический факультет с тремя отделениям: словесно-историческим со словесной и исторической секциями; биолого-географическим и физико-математическим.
Осенью 1919 года был открыт медицинский факультет, действовавший к 1924 году в составе 5 курсов.
В 1920 году был открыт агрономический факультет.
18 октября 1919 года при университете был открыт самоуправляющийся рабочий факультет. В конце 1920 года второе отделение рабфака было открыто на прядильно-ткацкой мануфактуре «Красный Перекоп».
В 1920 году в библиотеке университета было более 60 тысяч томов.
Ректорами университета были Валериан Николаевич Ширяев (1918—1922; последний директор юридического лицея, до 21 февраля 1920 года — исполняющий обязанности) и Василий Васильевич Потёмкин (1922—1924). Деканы: юридическое отделение — Николай Николаевич Полянский; экономическое и кооперативное отделения — Николай Николаевич Голубев; экономическое отделение — Борис Васильевич Чредин; историческое отделение — Владимир Георгиевич Щеглов и (с 20 февраля 1920 года) Александр Иванович Анисимов; юридическо-политическое отделение — Валериан Николаевич Ширяев, затем Борис Антонович Лапицкий, затем Александр Александрович Мануилов; педагогический факультет — Павел Никодимович Груздев; медицинский факультет — Иван Осипович Зубов и (с 18 июля 1920 года) Пётр Петрович Дьяконов.
Количество преподавателей: 1918/1919 год — 13 человек (бывшие преподаватели лицея), 1919/1920 год — 34 человека, 1920/1921 год — 114 человек, 1921/1922 год — 133 человека, 1922/1923 год — 179 человек. Преподаватели приглашались в университет по рекомендации. Постоянное жильё им не предоставлялось, что, наряду с послевоенными трудностями и слухами о судьбе вуза, затрудняло подбор кадров. Было довольно много преподавателей из Москвы, приезжавших в Ярославль на 2-3 дня в неделю, для них даже был выделен особый вагон. Среди преподавателей были такие известные специалисты как юристы Николай Николаевич Голубев, Борис Дмитриевич Плетнев, Николай Николаевич Михеев, историк и искусствовед Александр Иванович Анисимов, историки Иван Иванович Полосин, Валентин Николаевич Бочкарев, Георгий Карлович Вебер, Дмитрий Николаевич Эдинг, медики Иван Порфирьевич Рождественский, Николай Васильевич Соловьёв, физик Василий Владимирович Шулейкин, биологи Михаил Сергеевич Каптерев, Михаил Алексеевич Янсон, Вячеслав Аверкиевич Дейнега, Борис Львович Бернштейн.
Поначалу занятия проходили вечером, так как большинство студентов было вынуждено работать. Из лицея в университет перешли 338 человек. В конце учебного года числилось уже 1216 студентов (реально занимались только 201 человек). Осенью 1919 года числилось 1897 студентов. В 1920/1921 году — 2316 человек (занималось 803). В 1923/1924 учебном году в университете числилось 1983 студента. В 1920/1921 году на рабфаке обучалось 227 человек. Среди студентов университета географ Матвей Георгиевич Кадек, журналист Николай Григорьевич Пальгунов, медик Сергей Дмитриевич Носов, биолог Тихон Александрович Работнов.
Декретом СНК РСФСР от 8 августа 1924 года «Об изменениях в сети высших учебных заведений», вызванным нехваткой финансирования, университет был закрыт с преобразованием 1 октября 1924 года педагогического факультета в Ярославский педагогический институт — единственный вуз в городе на протяжении более десяти лет. 88 студентов, окончивших медицинский факультет, получили звание врачей. 122 студента получили свидетельства об окончании агрономического факультета, 25 выпускников должны были защищать дипломные работы в Ленинградском сельскохозяйственном институте. Недоучившиеся были распределены по другим вузам.
В 1970 году в городе был вновь открыт Ярославский государственный университет, его принято считать преемником послереволюционного университета.